# Kilómetro Nueve
Kilómetro Nueve är en ort i Mexiko.   Den ligger i kommunen Tihuatlán och delstaten Veracruz, i den sydöstra delen av landet, 210 km nordost om huvudstaden Mexico City. Kilómetro Nueve ligger 69 meter över havet och antalet invånare är 164.
Terrängen runt Kilómetro Nueve är platt åt nordväst, men åt sydost är den kuperad. Runt Kilómetro Nueve är det mycket tätbefolkat, med 2 431 invånare per kvadratkilometer. Närmaste större samhälle är Poza Rica de Hidalgo, 8,5 km sydost om Kilómetro Nueve. Omgivningarna runt Kilómetro Nueve är en mosaik av jordbruksmark och naturlig växtlighet.